# Domenico Veneziano

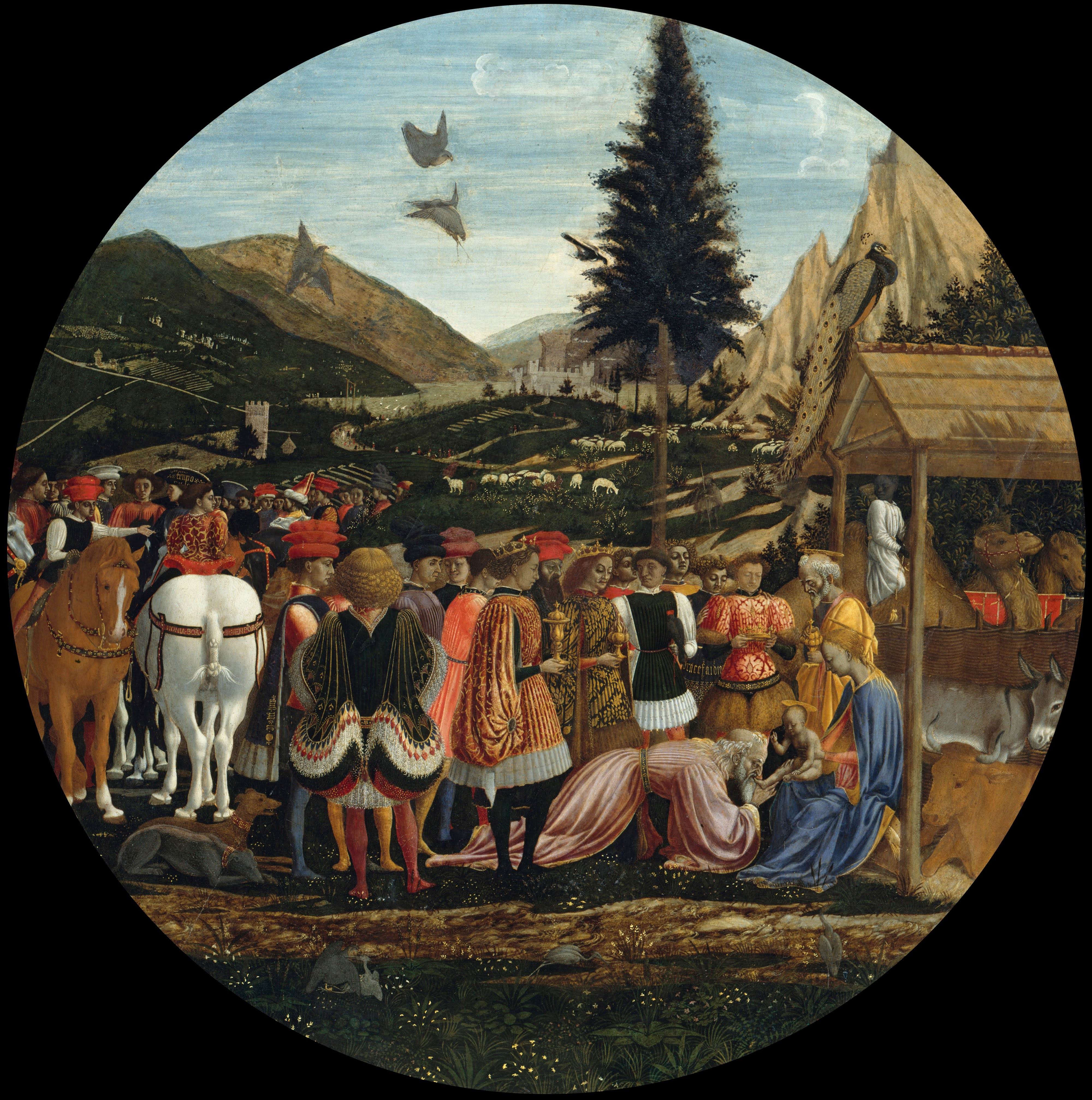
Adorazione dei Magi, Berlino, Gemäldegalerie

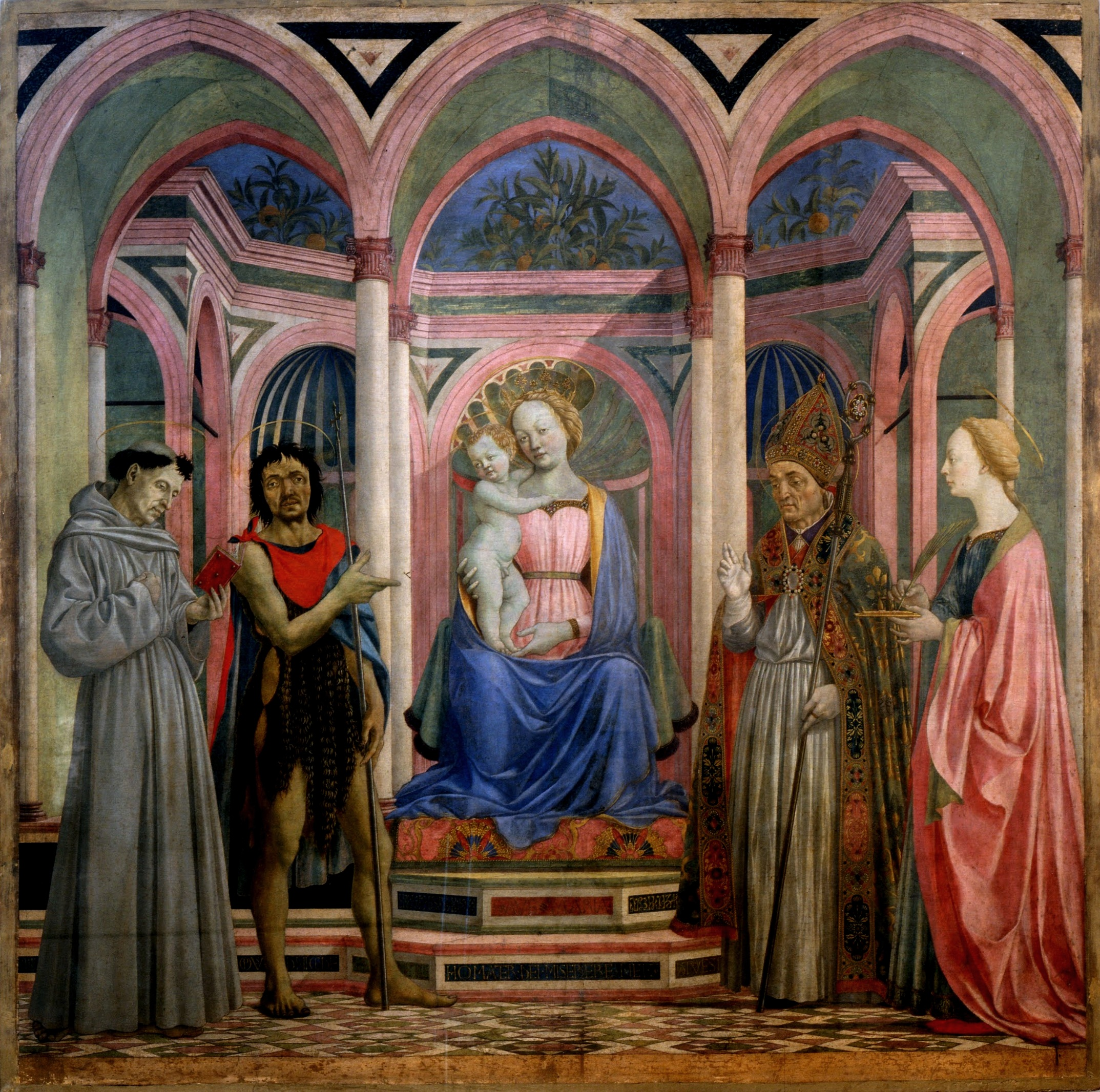
Pala di Santa Lucia de' Magnoli

Domenico Veneziano, soprannome di Domenico di Bartolomeo (Venezia, 1410 circa – Firenze, 15 maggio 1461), è stato un pittore italiano. Il suo uso di colori chiarissimi, impregnati di luce, sarà punto di partenza per Piero della Francesca, inoltre da lui partirà la tendenza lineare, di Andrea del Castagno e di Antonio e Piero del Pollaiolo.

## Biografia

### Formazione
L'artista nacque forse a Venezia intorno al 1410 (se possiamo prendere come indicazione di nascita il soprannome di "veneziano" che appare nella sua stessa firma in opere come il Tabernacolo Carnesecchi e la Pala di Santa Lucia dei Magnoli). Purtroppo non sappiamo nulla della sua formazione, che per alcuni studiosi appare del tutto toscana. Se si ipotizza che abbia iniziato a Venezia, a contatto con le novità della pittura fiamminga, dobbiamo poi considerare che si sia spostato a Firenze, come allievo di Gentile da Fabriano tra il 1422 e il 1423, da cui riprese il gusto per il dettaglio naturalistico e per l'ostentazione del lusso, poi a Roma, dove lavorò con Pisanello, tra il 1423 e il 1430. Nelle sue opere, il ritorno ai modi tardogotici, se si può spiegare con l'influenza dei sopraccitati artisti, vi si potrebbe vedere anche l'influenza della contemporanea opera di Benozzo Gozzoli e della produzione delle botteghe dedite alla decorazione dei cassoni.
A Roma Domenico apprese da Pisanello quel gusto per le sottigliezze descrittive e la particolare attenzione per gli effetti luministici. Qui inoltre in quegli stessi anni erano presenti Masolino e forse Masaccio (affreschi di San Clemente) e forse Paolo Uccello, che avrebbe collaborato con Masolino al perduto ciclo degli Uomini illustri di palazzo Orsini.

### Arrivo a Firenze

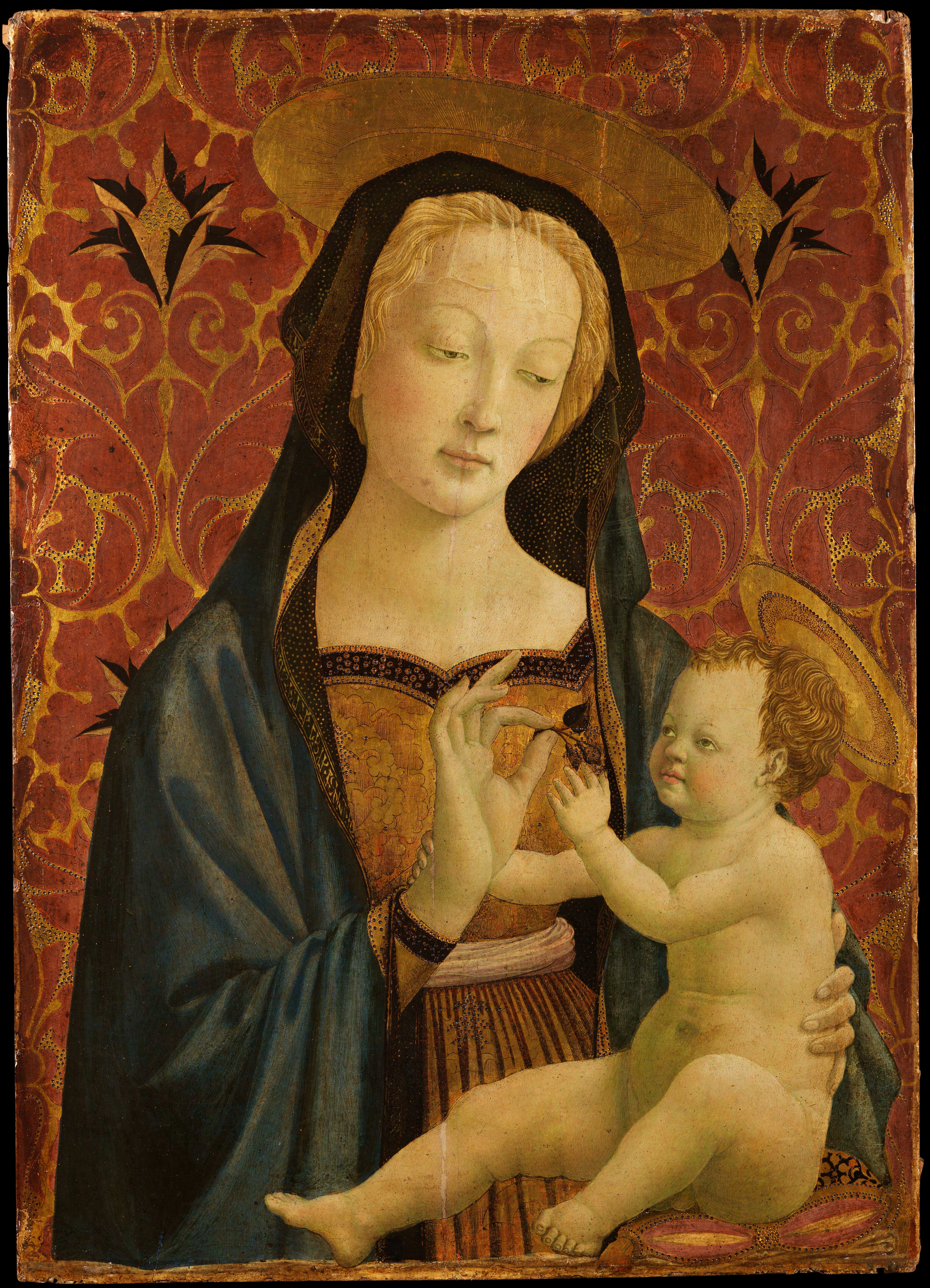
Madonna Berenson

Il rientro a Firenze viene ipoteticamente fissato al 1432, lo stesso anno del ritorno di Masolino. In quel periodo dovette avviare la sua carriera indipendente.
Le sue prime opere a Firenze sono la Madonna col Bambino detta Madonna Berenson della Villa I Tatti a Settignano, la Madonna del Roseto a Bucarest e il Tabernacolo Carnesecchi, oggi conservato frammentariamente alla National Gallery di Londra. Si tratta di lavori in cui si notano stimoli diversi, dal tardogotico ai primi maestri del Rinascimento fiorentino.

### Perugia
La prima documentazione sicura sull'artista risale al 1438, quando spedì da Perugia una lettera a Piero de' Medici per chiedergli di poter lavorare a Firenze, mostrandosi al corrente degli avvenimenti artistici fiorentini, in particolare degli impegni che tenevano occupati i colleghi Lippi e Angelico: una conoscenza che testimonia il suo essere già domestico con l'ambiente fiorentino. Stava lavorando a perduti affreschi in una sala di palazzo Baglioni, visti da Vasari già in cattivo stato e oggi scomparsi.

### Gli affreschi di Sant'Egidio
Nel 1439 gli venne affidata la decorazione della chiesa di Sant'Egidio con un ciclo di affreschi sulle Storie di Maria, opera capitale della seconda generazione di pittori rinascimentali fiorentini a cui parteciparono anche Piero della Francesca, Andrea del Castagno e Alesso Baldovinetti, purtroppo andata distrutta e oggi conosciuta solo attraverso le descrizioni e qualche frammento, peraltro poco significativo, ritrovato sotto le pareti e oggi esposto nel Cenacolo di Sant'Apollonia a Firenze. Domenico Veneziano lavorò agli affreschi a fianco del giovane allievo Piero, compiendo uno Sposalizio e poi lasciandoli incompiuti.
Allo stesso periodo risale il tondo con l'Adorazione dei Magi, riferita generalmente a una commissione di Piero de' Medici, in cui il mondo fiabesco del tardogotico e la nuova costruzione prospettica sono perfettamente integrati in un ampio paesaggio di origine fiamminga. Alcuni datano a questo periodo anche il Tabernacolo Carnesecchi.

### La Pala di Santa Lucia de' Magnoli

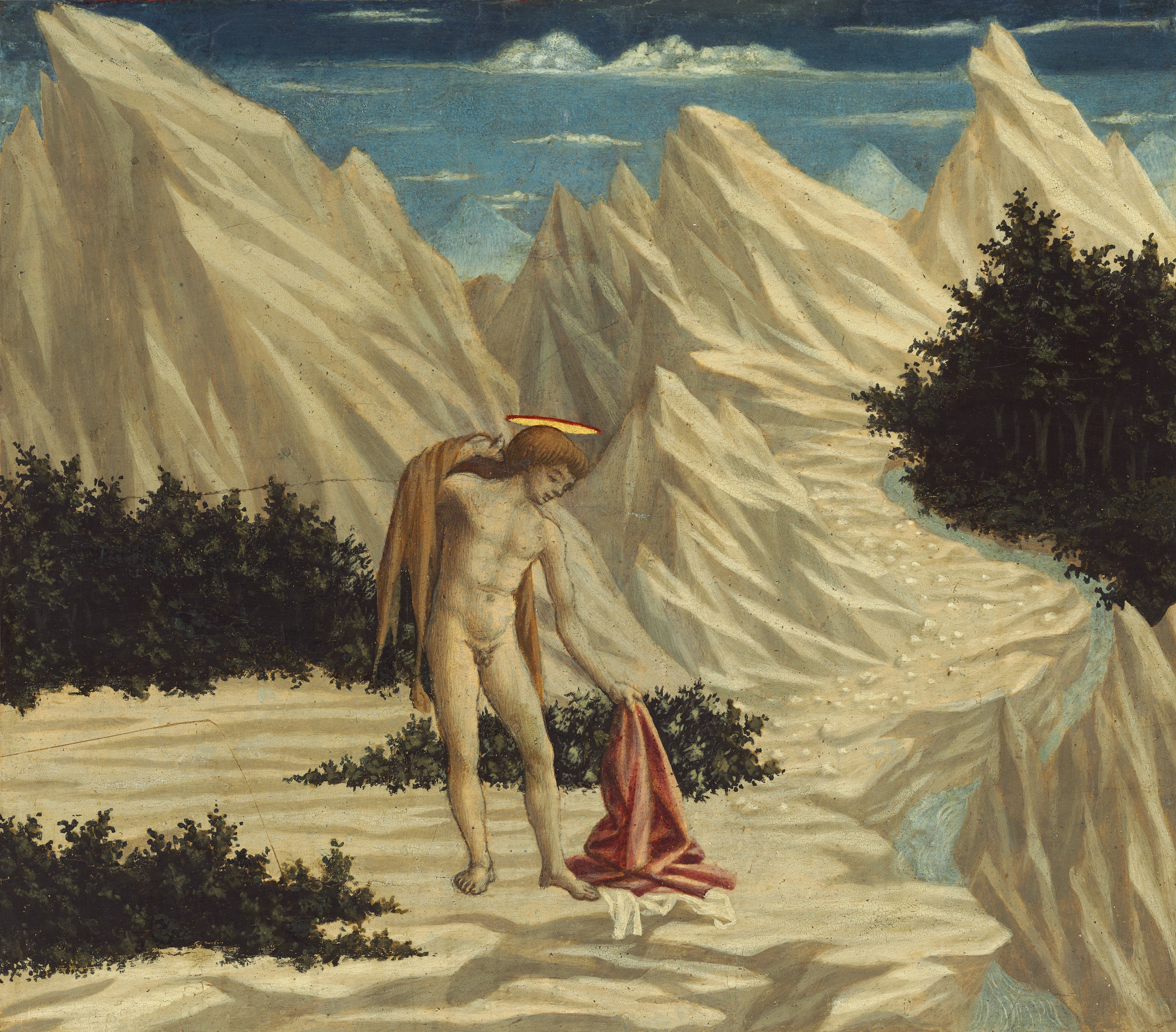
San Giovanni Battista nel deserto, Washington, National Gallery of Art

Tra il 1445 e il 1447 circa eseguì il suo capolavoro, la Pala per la chiesa di Santa Lucia de' Magnoli a Firenze, in cui rappresentò una Sacra Conversazione, con la Vergine col Bambino in trono attorniata dai santi Francesco, Giovanni Battista, Zanobi, protovescovo di Firenze, e Lucia. Le figure sono inserite in una loggia aperta, costruita con una prospettiva a tre punti di fuga e simulante la forma di un trittico. Dietro, attraverso un'apertura, si intravedono le fronde di tre aranci su cielo azzurro. L'elemento lineare viene cancellato dalla luce chiara naturale, come quella del mattino, che proviene da destra in alto mettendo in risalto i profili dei personaggi e schiarendo i colori. Al posto dei toni scuri e brillanti alla Gentile sono ora presenti tonalità più chiare e delicate, intonate a riflessi color pastello.
Della predella fanno parte le tavole con San Francesco riceve le stigmate e San Giovanni Battista nel deserto conservate a Washington; l'Annunciazione e il Miracolo di san Zanobi di Cambridge e il Martirio di santa Lucia di Berlino. Si tratta di scene fortemente innovative, in cui si fonde una vivace narratività con spunti ora di realismo e espressionismo (Miracolo di san Zanobi), ora di incantata astrazione (come le montagne a prisma dei primi due scomparti).

### Viaggio nelle Marche
Vasari riferisce come appena terminata la pala Domenico partì per le Marche (1447), chiamato a decorare con Piero della Francesca la volta della chiesa del santuario di Loreto. Un'epidemia di peste costrinse i due a lasciare in fretta le Marche, lasciando il lavoro incompiuto che poi venne distrutto.

### Tarda attività

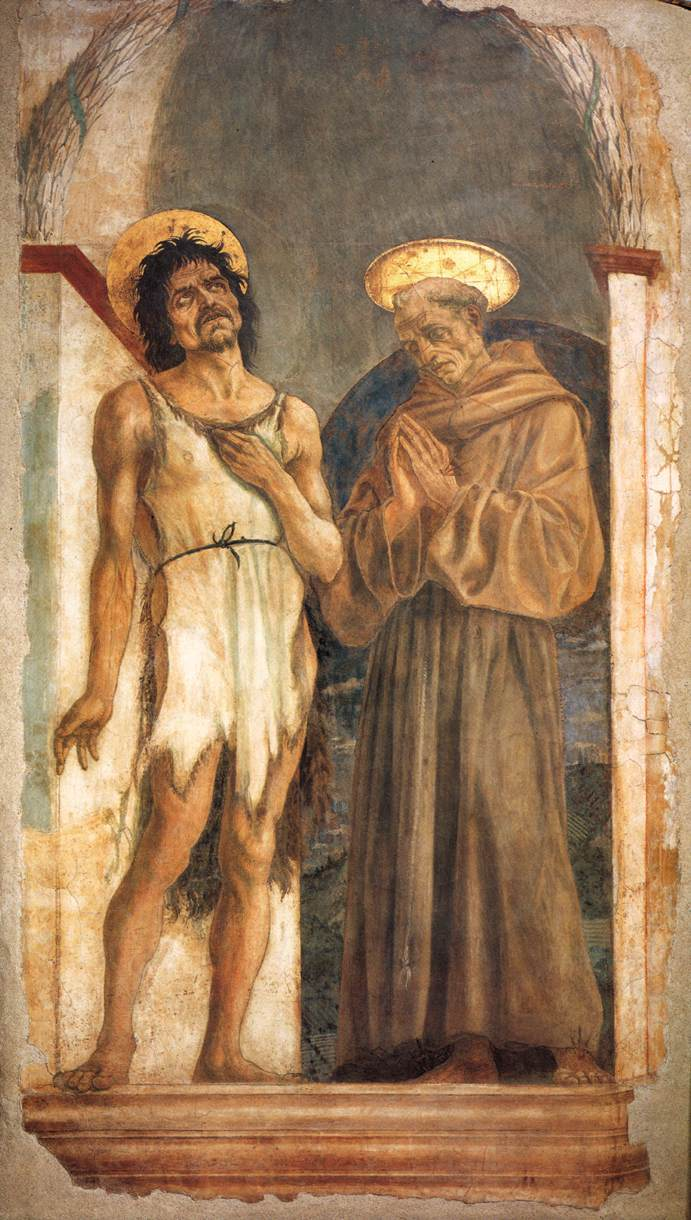
Santi Giovanni Battista e Francesco (1454)

Perduti sono pure i due cassoni dipinti per il gentiluomo fiorentino Marco Parenti, dei quali resta documentazione dei pagamenti nel 1447 e nel 1448. Alla fase tarda è riferita la Madonna col Bambino di Washington.
Degli affreschi per la cappella Cavalcanti in Santa Croce (1454), staccati nel 1566, rimangono i Santi Giovanni Battista e Francesco nel museo della basilica. Un documento testimonia il pagamento per gli affreschi nel 1454.
Successivamente l'artista è citato in un documento quale uno dei più valenti pittori esistenti in Italia, chiamato per valutare gli affreschi di Benedetto Bonfigli nella Cappella dei Priori di Perugia, assieme a Filippo Lippi e all'Angelico. Ancora nel 1457 era citato nel libro delle spese di Santa Trinità a Pistoia per aver giudicato la Pala della Trinità di Pesellino e Filippo Lippi. Tali testimonianze gettano luce su come l'artista dovesse essere molto stimato, sebbene non si conosca alcuna sua opera di quel periodo.
Due dipinti suoi sono citati nell'Inventario mediceo del 1492 e oggi perduti: "una figura a sedere in un tabernacolo mezza nuda, con un teschio in mano" e "una testa di dama".
Morì nel 1461. Il Vasari riferisce che fu assassinato da Andrea del Castagno e che egli lo riferì in punto di morte, anche se Domenico Veneziano gli sopravvisse di ben quattro anni circa. Lo storico aretino gli attribuì anche erroneamente l'introduzione della pittura a olio: tutte le sue opere conosciute sono a tempera.

## Opere
- Madonna col Bambino, 1432-1437 circa, tempera su tavola, 86×61 cm, Firenze, Villa I Tatti
- Madonna del Roseto, 1432-1437 circa, tempera su tavola, 80,8×53,2 cm, Bucarest, Museo nazionale d'arte rumeno
- Storie della Vergine, 1440, frammenti di affreschi e sinopie staccati, Firenze, Cenacolo di Sant'Apollonia
- Adorazione dei Magi, 1439-1441 circa, tempera su tavola, diam. 84 cm, Berlino, Gemäldegalerie
- Tabernacolo Carnesecchi, 1440-1444 circa, tempera su tavola trasportato su tela, Londra, National Gallery
  - Madonna col Bambino e l'Eterno benedicente, 241×120 cm
  - Santo con tonsura senza barba, 43×35,5 cm
  - Santo con tonsura e barba, 43x35,5 cm
- Pala di Santa Lucia dei Magnoli, 1445-1447, tempera su tavola, 210×215 cm, Firenze, Galleria degli Uffizi
  - San Francesco riceve le stigmate, 26,7×30,5 cm, Washington, National Gallery of Art
  - San Giovanni Battista nel deserto, 28,4×31,8 cm, Washington, National Gallery of Art
  - Annunciazione, 27×54 cm, Cambridge, Fitzwilliam Museum
  - Miracolo di san Zanobi, 28×32 cm, Cambridge, Fitzwilliam Museum
  - Martirio di santa Lucia, 25×29 cm, Berlino, Gemäldegalerie
- Madonna col Bambino, 1445-1450 circa, tempera su tavola, 83×57 cm, Washington, National Gallery of Art
- Santi Giovanni Battista e Francesco, 1454, affresco staccato, 190×115 cm, Firenze, Museo di Santa Croce